# Barry (Texas)
Barry es una ciudad ubicada en el condado de Navarro en el estado estadounidense de Texas. En el Censo de 2010 tenía una población de 242 habitantes y una densidad poblacional de 208,56 personas por km².

## Geografía
Barry se encuentra ubicada en las coordenadas 32°6′2″N 96°38′26″O / 32.10056, -96.64056. Según la Oficina del Censo de los Estados Unidos, Barry tiene una superficie total de 1.16 km², de la cual 1.14 km² corresponden a tierra firme y (1.79%) 0.02 km² es agua.

## Demografía
Según el censo de 2010, había 242 personas residiendo en Barry. La densidad de población era de 208,56 hab./km². De los 242 habitantes, Barry estaba compuesto por el 80.17% blancos, el 4.13% eran afroamericanos, el 0.41% eran amerindios, el 0% eran asiáticos, el 0.83% eran isleños del Pacífico, el 12.4% eran de otras razas y el 2.07% pertenecían a dos o más razas. Del total de la población el 19.42% eran hispanos o latinos de cualquier raza.